# Hemiteles dispar
Hemiteles dispar là một loài tò vò trong họ Ichneumonidae.